# Newsoms
La ville américaine de Newsoms est située dans le comté de Southampton, dans l’État de Virginie. Lors du recensement de 2000, sa population s’élève à 282 habitants.

## Source
- (en) Cet article est partiellement ou en totalité issu de l’article de Wikipédia en anglais intitulé « Newsoms, Virginia » (voir la liste des auteurs).